# Plymouth, Montserrat

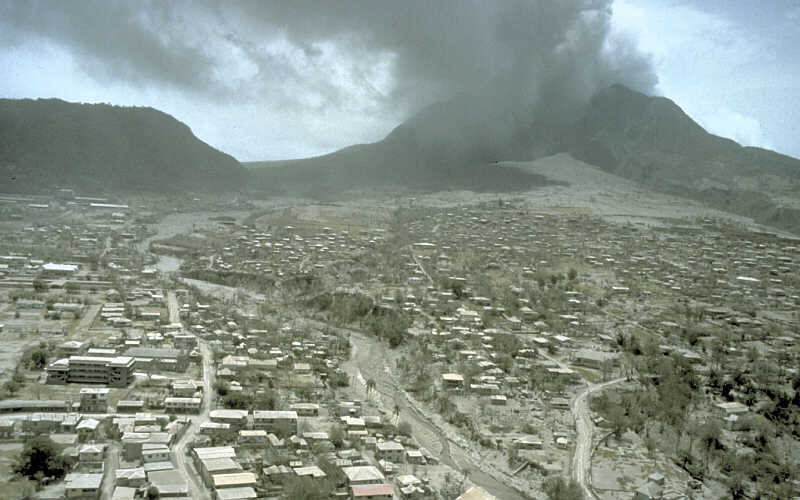
Plymouth pe 12 iulie 1997

Plymouth a fost capitala insulei Montserrat, un teritoriu britanic de peste mări în Caraibe.
După erupția vulcanică din 1995 de pe Muntele Soufriere, orașul a fost devastat și abandonat. Sediul guvernului este acum în Brades.

## Climă
| Date climatice pentru Plymouth | Date climatice pentru Plymouth | Date climatice pentru Plymouth | Date climatice pentru Plymouth | Date climatice pentru Plymouth | Date climatice pentru Plymouth | Date climatice pentru Plymouth | Date climatice pentru Plymouth | Date climatice pentru Plymouth | Date climatice pentru Plymouth | Date climatice pentru Plymouth | Date climatice pentru Plymouth | Date climatice pentru Plymouth | Date climatice pentru Plymouth |
| Luna                           | Ian                            | Feb                            | Mar                            | Apr                            | Mai                            | Iun                            | Iul                            | Aug                            | Sep                            | Oct                            | Nov                            | Dec                            | Anual                          |
| ------------------------------ | ------------------------------ | ------------------------------ | ------------------------------ | ------------------------------ | ------------------------------ | ------------------------------ | ------------------------------ | ------------------------------ | ------------------------------ | ------------------------------ | ------------------------------ | ------------------------------ | ------------------------------ |
| Maxima medie °C (°F)           | 29 (84)                        | 30 (86)                        | 31 (88)                        | 31 (88)                        | 32 (90)                        | 32 (90)                        | 33 (91)                        | 33 (91)                        | 32 (90)                        | 31 (88)                        | 30 (86)                        | 29 (84)                        | 31,1 (87,9)                    |
| Minima medie °C (°F)           | 23 (73)                        | 23 (73)                        | 24 (75)                        | 24 (75)                        | 24 (75)                        | 25 (77)                        | 25 (77)                        | 25 (77)                        | 24 (75)                        | 24 (75)                        | 24 (75)                        | 23 (73)                        | 24 (75,2)                      |
| Minima istorică °C (°F)        | 17 (63)                        | 18 (64)                        | 18 (64)                        | 18 (64)                        | 19 (66)                        | 21 (70)                        | 22 (72)                        | 22 (72)                        | 21 (70)                        | 19 (66)                        | 19 (66)                        | 18 (64)                        | 17 (63)                        |
| Precipitații mm (inches)       | 122 (4.8)                      | 86 (3.39)                      | 112 (4.41)                     | 89 (3.5)                       | 97 (3.82)                      | 112 (4.41)                     | 155 (6.1)                      | 183 (7.2)                      | 168 (6.61)                     | 196 (7.72)                     | 180 (7.09)                     | 140 (5.51)                     | 1.640 (64,57)                  |
| Sursă: BBC Weather             |                                |                                |                                |                                |                                |                                |                                |                                |                                |                                |                                |                                |                                |